# Thủy Sơn Kiển
Quẻ Thủy Sơn Kiển, đồ hình::|:|: còn gọi là quẻ Kiển 蹇 (jian3), là quẻ thứ 39 trong Kinh Dịch.
- Nội quái là ☶ (::| 艮 gen4) Cấn hay Núi (山).
- Ngoại quái là ☵ (:|: 坎 kan3) Khảm hay Nước (水).

Giải nghĩa: Nạn dã. Trở ngại. Cản ngăn, chặn lại, chậm chạp, què, khó khăn. Bất năng tiến giả chi tượng: không năng đi.